# Jun Naito
Jun Naito (内藤 潤 Naito Jun?,  nacido el 18 de diciembre de 1970 en Ishikawa) es un exfutbolista japonés. Jugaba de centrocampista y su último club fue el Vissel Kobe de Japón.

## Trayectoria

### Clubes
| Club             | País  | Año         |
| ---------------- | ----- | ----------- |
| Yokohama Flügels | Japón | ???? - 1994 |
| Vissel Kobe      | Japón | 1995 - 1997 |

## Palmarés

### Títulos nacionales
| Título             | Club             | País  | Año  |
| ------------------ | ---------------- | ----- | ---- |
| Copa del Emperador | Yokohama Flügels | Japón | 1993 |